# Eriocaulon nudicuspe
Eriocaulon nudicuspe är en gräsväxtart som beskrevs av Carl Maximowicz. Eriocaulon nudicuspe ingår i släktet Eriocaulon och familjen Eriocaulaceae. Inga underarter finns listade i Catalogue of Life.

## Bildgalleri

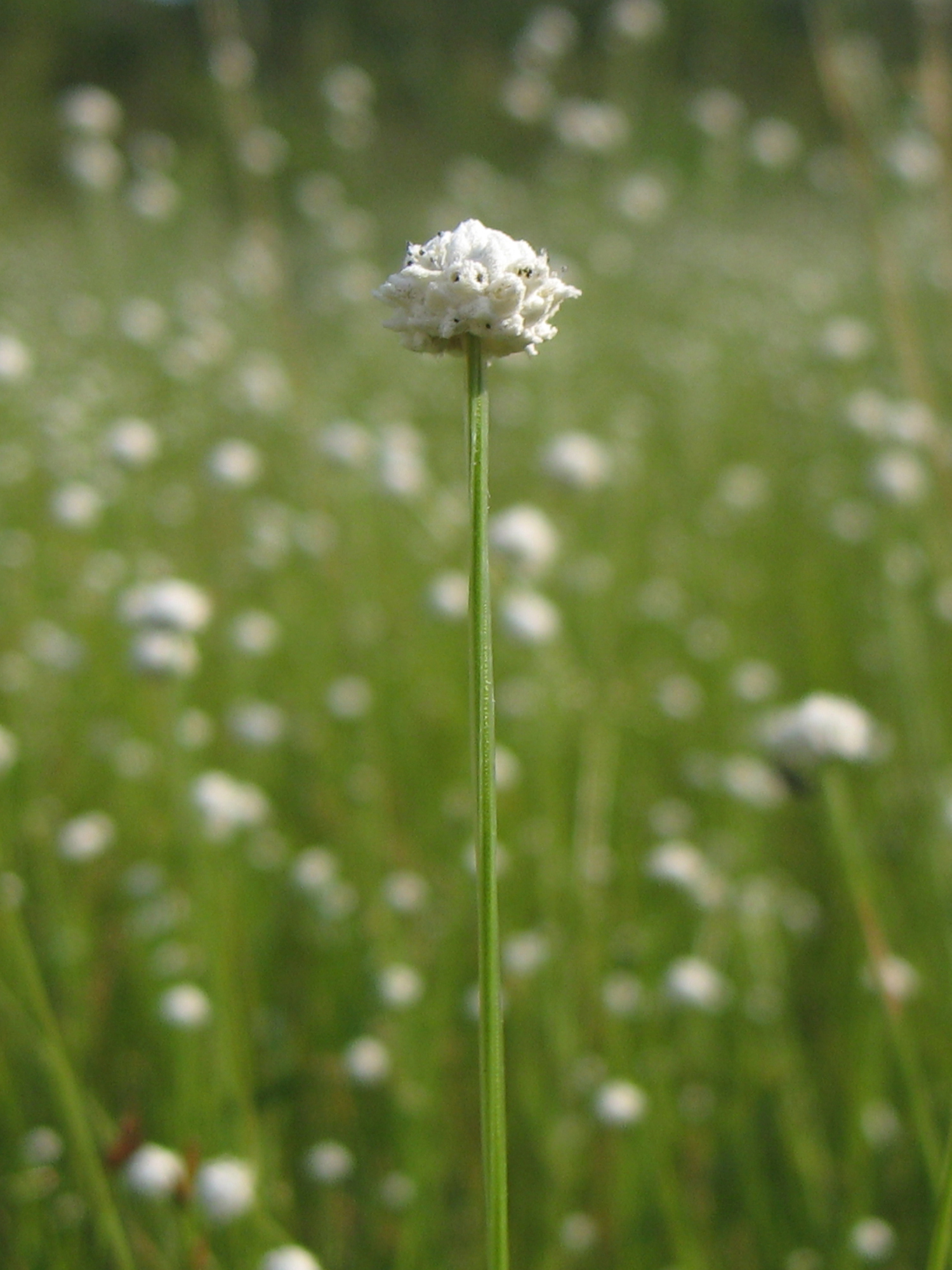
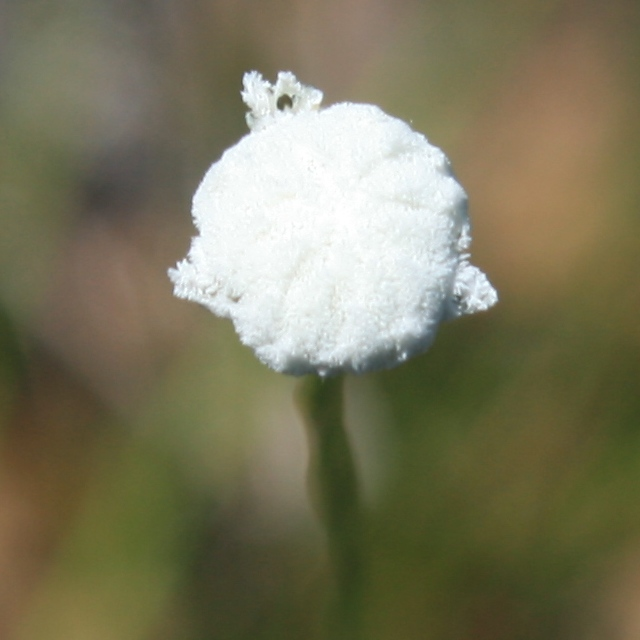
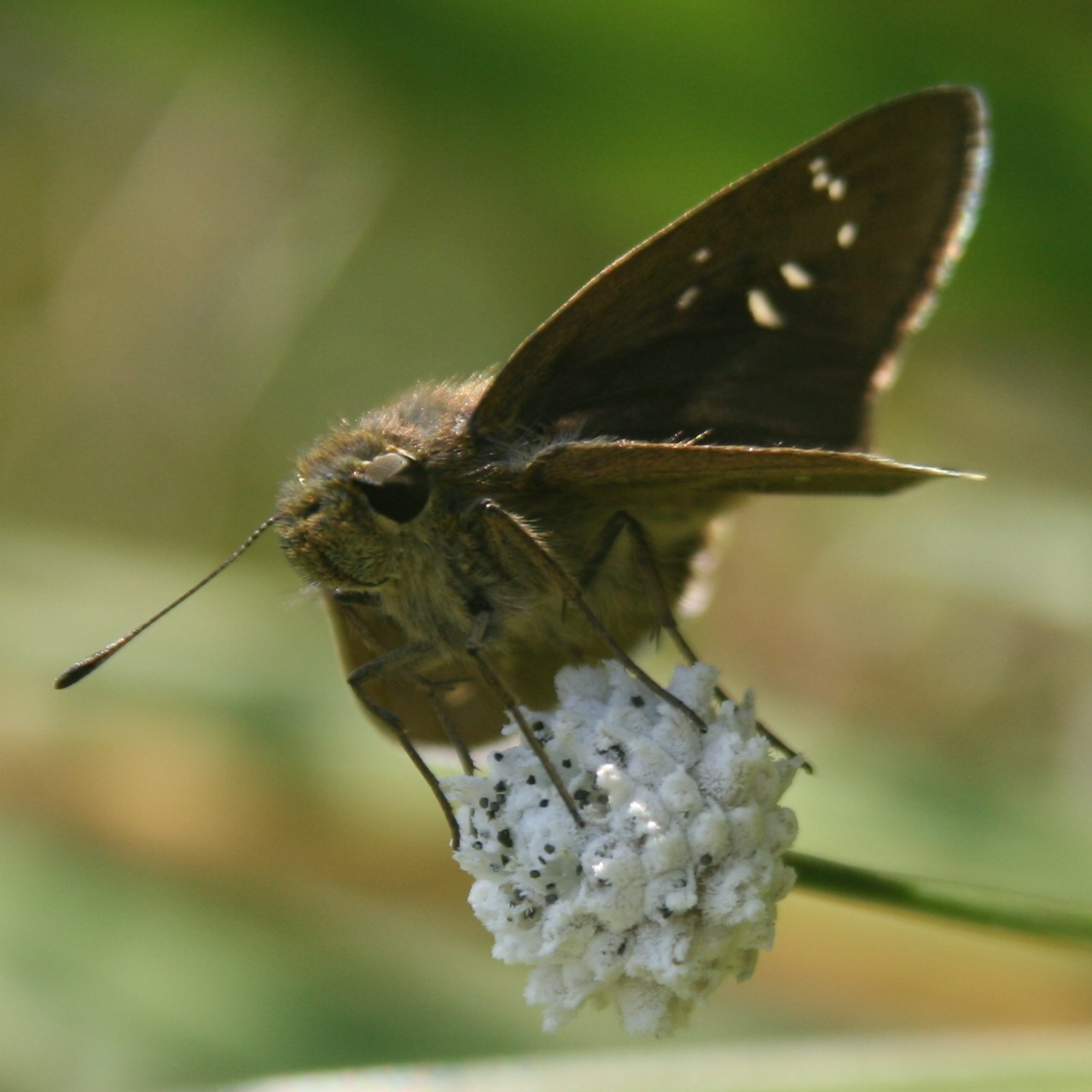
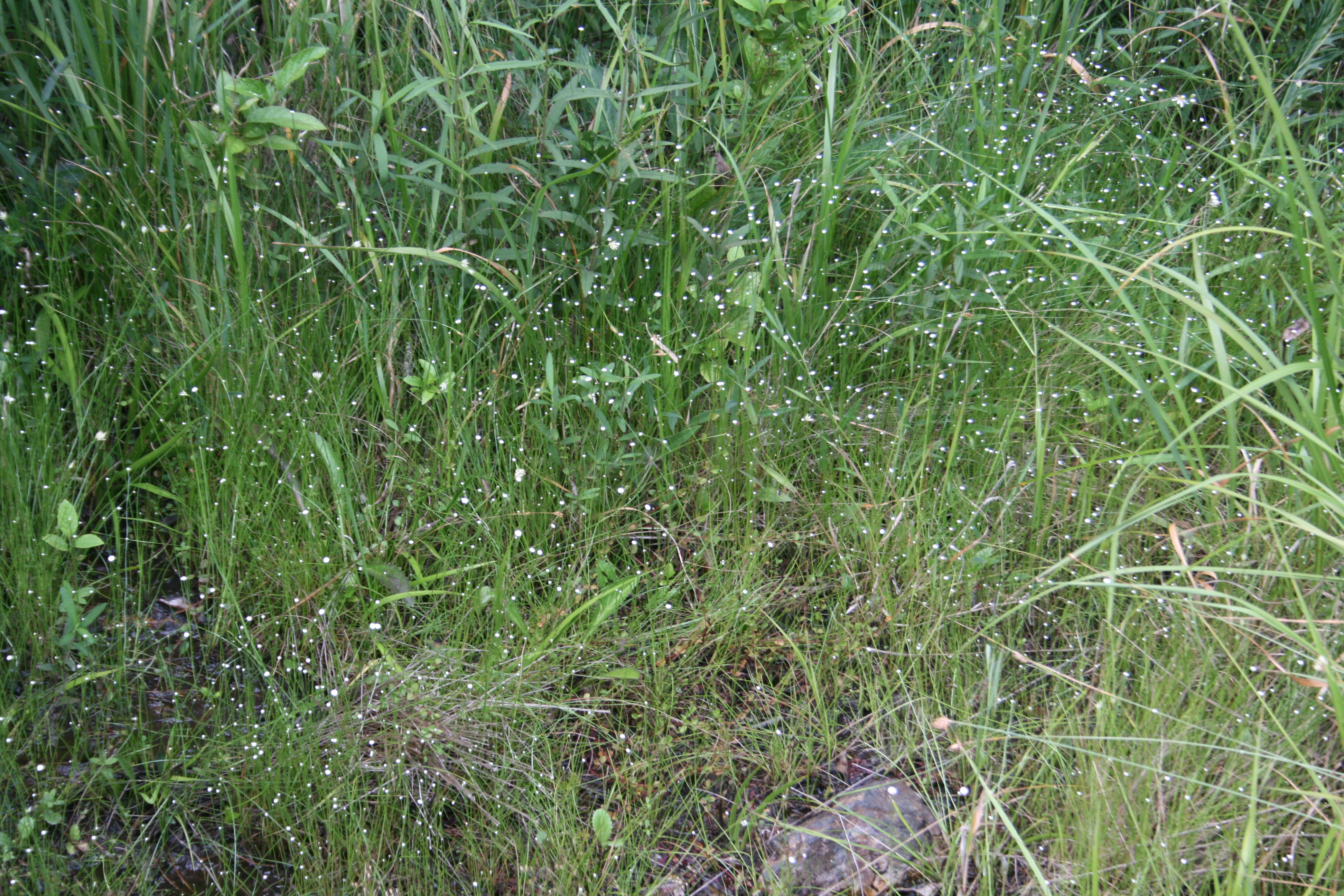
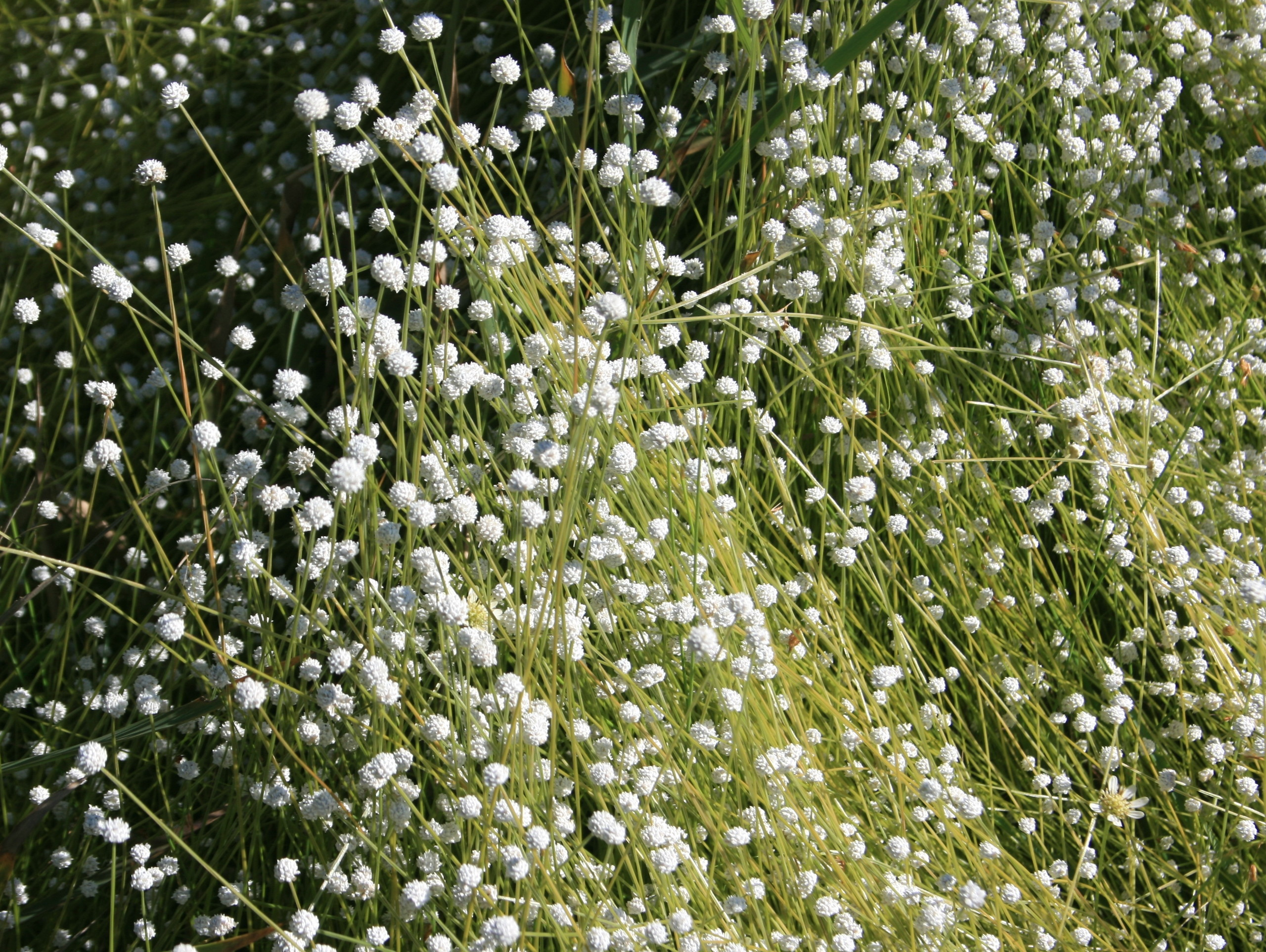
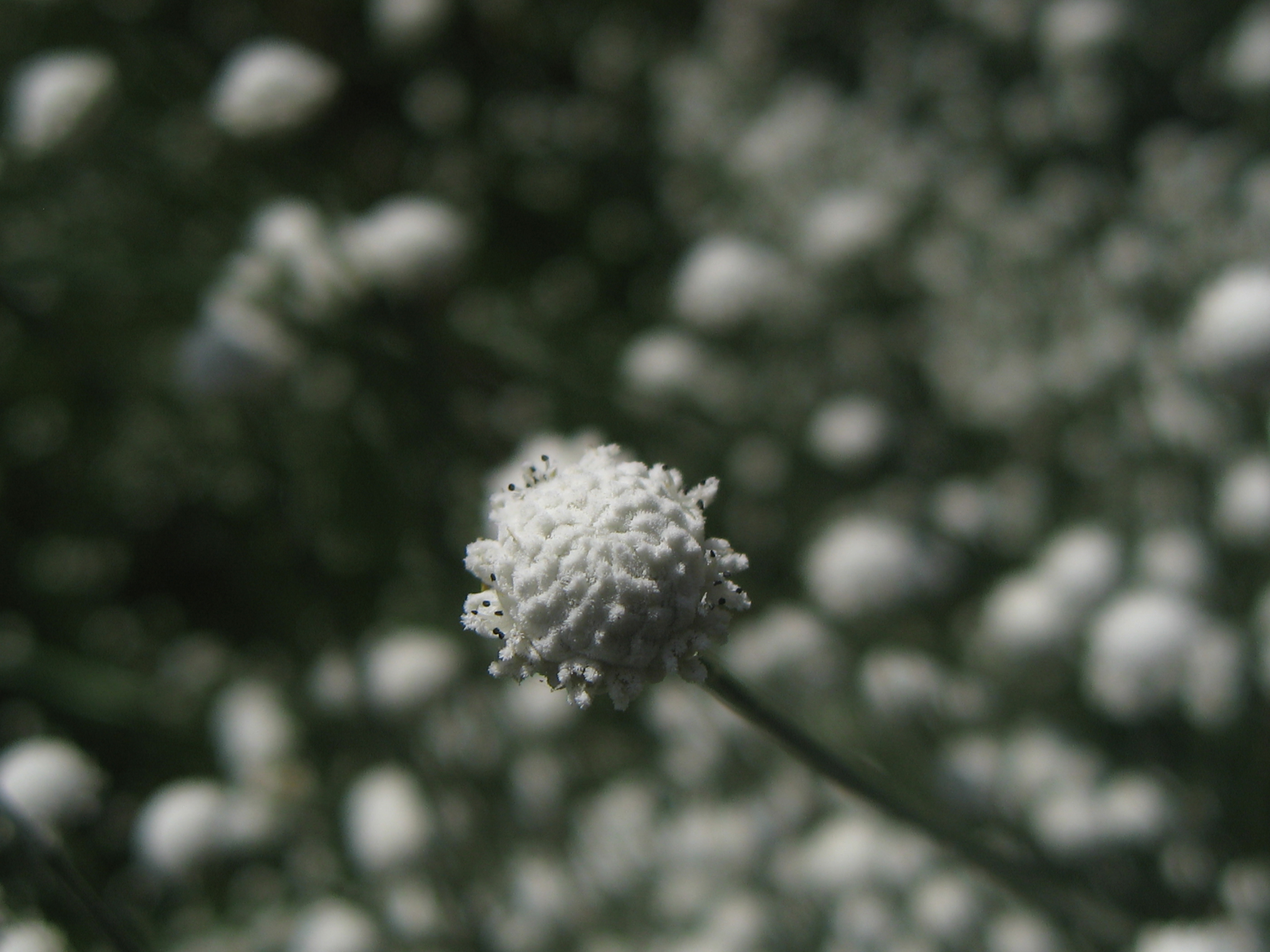